# Gleb Bakłanow
Gleb Władimirowicz Bakłanow, ros. Глеб Владимирович Бакланов (ur. 19 lipca?/1 sierpnia 1910 w Moskwie, zm. 16 stycznia 1976 tamże) – radziecki wojskowy, generał pułkownik.

## Życiorys
Ukończył Technikum Politechniczne im. Lenina, od listopada 1932 służył w Armii Czerwonej, 1937–1938 był szefem sztabu batalionu, w lipcu 1938 zwolniono go do rezerwy. W maju 1939 ponownie powołany do służby i został szefem sztabu pułku 136 Dywizji Piechoty, uczył się w Akademii Wojskowej im. Frunzego, 1939–1940 brał udział w wojnie z Finlandią, w której został ranny. Od 1940 należał do WKP(b), od sierpnia 1941 dowodził pułkiem na Froncie Zachodnim, w walkach został ciężko ranny, później w listopadzie 1941 objął dowództwo batalionu w szkole piechoty w Omsku. W styczniu 1942 wrócił na front jako dowódca 157 Brygady Piechoty 11 Armii Frontu Północno-Zachodniego, walczył m.in. pod Starą Russą, w czerwcu 1942 został dowódcą 299 DS w składzie 66 Armii Frontu Stalingradzkiego/Dońskiego, na czele której wziął udział w bitwie pod Stalingradem. Od maja 1943 do sierpnia 1944 dowodził 13 GwDS Frontu Woroneskiego/2 Frontu Ukraińskiego, z którą uczestniczył w bitwie pod Kurskiem, zajęciu Połtawy (23 września 1943), Krzemieńczuka (29 września 1943) i forsowaniu Dniepru. Pod koniec 1943 brał udział w operacji niżniednieprowskiej, w styczniu 1944 w operacji kirowohradzkiej, w marcu 1944 humańsko-botoszańskiej (22 marca 1944 dywizja zajęła Pierwomajsk), a latem 1944 w składzie 1 Frontu Ukraińskiego w operacji lwowsko-sandomierskiej.
W sierpniu 1944 objął dowództwo 34 Korpusu Piechoty Gwardii 5 Armii Gwardii na 1 Froncie Ukraińskim, z którą następnie uczestniczył w operacji wiślańsko-odrzańskiej, dolnośląskiej i górnośląskiej, w tym w okrążeniu 50-tysięcznego niemieckiego zgrupowania we Wrocławiu. W kwietniu 1945 wziął udział w operacji berlińskiej i zdobyciu wielu niemieckich miast. 29 maja 1945 otrzymał medal nr 6564 i tytuł Bohatera Związku Radzieckiego. Na Paradzie Zwycięstwa 24 czerwca 1945 roku dowodził pułkiem reprezentacyjnym 1 Frontu Ukraińskiego.
Po wojnie dowodził 34 i 20 Korpusem Piechoty Gwardii w Karpackim i Kijowskim Okręgu Wojskowym, w 1948 ukończył wyższe kursy akademickie przy Wyższej Akademii Wojskowej im. Woroszyłowa i został szefem Zarządu Przysposobienia Fizycznego i Sportu Wojsk Lądowych; stał na czele delegacji ZSRR podczas igrzysk olimpijskich w Londynie. W latach 1954–1959 dowodził 13 Armią Karpackiego Okręgu Wojskowego, od maja 1960 do września 1964 był dowódcą Syberyjskiego Okręgu Wojskowego. W tym czasie przyczynił się do utworzenia wojskowego klubu hokejowego SKA Nowosybirsk. Od 1959 roku do czerwca 1967 roku pełnił służbę w Polsce na stanowisku zastępcy dowódcy Północnej Grupy Wojsk, a od listopada 1964 roku jej dowódcy. W 1967 roku został przeniesiony w stan spoczynku. Był członkiem Komitetu Olimpijskiego ZSRR, 1948-1950 kierował Sekcją, a 1972–1976 Federacją Gimnastyki ZSRR, brał aktywny udział w organizowaniu życia sportowego w ZSRR. W latach 1962–1970 był deputowanym do Rady Najwyższej ZSRR 6 i 7 kadencji.